# Karadenan
Karadenan is een bestuurslaag in het regentschap Bogor van de provincie West-Java, Indonesië. Karadenan telt 27.084 inwoners (volkstelling 2010).